# Olaszország az 1976. évi nyári olimpiai játékokon
Olaszország a kanadai Montréalban megrendezett 1976. évi nyári olimpiai játékok egyik részt vevő nemzete volt. Az országot az olimpián 20 sportágban 210 sportoló képviselte, akik összesen 13 érmet szereztek.

## Érmesek
| Érem  | Versenyző | Sportág       | Versenyszám              |
| ----- | --- | ------------- | ------------------------ |
| Arany | Klaus Dibiasi | Műugrás       | Férfi egyéni toronyugrás |
| Arany | Fabio Dal Zotto | Vívás         | Férfi tőr, egyéni        |
| Ezüst | Sara Simeoni | Atlétika      | Női magasugrás           |
| Ezüst | Giuseppe Martinelli | Kerékpározás  | Férfi mezőnyverseny      |
| Ezüst | Franco Cagnotto | Műugrás       | Férfi egyéni műugrás     |
| Ezüst | Giovanni Battista Coletti Attilio Calatroni Fabio Dal Zotto Carlo Montano Stefano Simoncelli | Vívás         | Férfi tőr, csapat        |
| Ezüst | Angelo Arcidiacono Michele Maffei Mario Aldo Montano Tommaso Montano Mario Tullio Montano | Vívás         | Férfi kard, csapat       |
| Ezüst | Maria Consolata Collino | Vívás         | Női tőr, egyéni          |
| Ezüst | Nemzeti válogatott Alberto Alberani Silvio Baracchini Luigi Castagnola Vincenzo D'Angelo Marcello Del Duca Gianni De Magistris Riccardo De Magistris Alessandro Ghibellini Sante Marsili Umberto Panerai Roldano Simeoni | Vízilabda     | Férfi                    |
| Bronz | Felice Mariani | Cselgáncs     | Férfi könnyűsúly         |
| Bronz | Giancarlo Ferrari | Íjászat       | Férfi egyéni             |
| Bronz | Roberto Ferraris | Sportlövészet | Gyorstüzelő pisztoly     |
| Bronz | Ubaldesco Baldi | Sportlövészet | Trap                     |

## Atlétika
Férfi
| Versenyző                                                       | Versenyszám     | Előfutam         | Előfutam         | Előfutam         | Negyeddöntő | Negyeddöntő | Negyeddöntő | Elődöntő | Elődöntő | Elődöntő | Döntő         | Döntő         |
| Versenyző                                                       | Versenyszám     | Idő              | Hely.            | Össz.            | Idő         | Hely.       | Össz.       | Idő      | Hely.    | Össz.    | Idő           | Helyezés      |
| --------------------------------------------------------------- | --------------- | ---------------- | ---------------- | ---------------- | ----------- | ----------- | ----------- | -------- | -------- | -------- | ------------- | ------------- |
| Luciano Caravani                                                | 100 m           | 10,66            | 3.               | 26.              | 10,81       | 7.          | 29.         | kiesett  | kiesett  | kiesett  | kiesett       | kiesett       |
| Pietro Farina                                                   | 200 m           | 21,32            | 3.               | 13.              | 21,31       | 7.          | 21.         | kiesett  | kiesett  | kiesett  | kiesett       | kiesett       |
| Pietro Mennea                                                   | 200 m           | 20,93            | 1.               | 2.               | 20,70       | 1.          | 3.          | 20,67    | 1.       | 2.       | 20,54         | 4.            |
| Vittorino Milanesio                                             | 200 m           | 21,94            | 6.               | 32.              | kiesett     | kiesett     | kiesett     | kiesett  | kiesett  | kiesett  | kiesett       | kiesett       |
| Alfonso Di Guida                                                | 400 m           | 46,52            | 4.               | 6.*              | 47,07       | 4.          | 23.         | 46,50    | 7.       | 14.      | kiesett       | kiesett       |
| Carlo Grippo                                                    | 800 m           | 1:47,21          | 2.               | 8.               |             |             |             | 1:46,95  | 2.       | 7.       | 1:48,39       | 8.            |
| Carlo Grippo                                                    | 1500 m          | nem állt rajthoz | nem állt rajthoz | nem állt rajthoz |             |             |             | kiesett  | kiesett  | kiesett  | kiesett       | kiesett       |
| Venanzio Ortis                                                  | 5000 m          | 13:52,40         | 9.               | 32.              |             |             |             |          |          |          | kiesett       | kiesett       |
| Franco Fava                                                     | 10 000 m        | 28:24,80         | 5.               | 17.              |             |             |             |          |          |          | kiesett       | kiesett       |
| Franco Fava                                                     | Maraton         |                  |                  |                  |             |             |             |          |          |          | 2:14:24       | 8.            |
| Giuseppe Cindolo                                                | Maraton         |                  |                  |                  |             |             |             |          |          |          | nem ért célba | nem ért célba |
| Massimo Magnani                                                 | Maraton         |                  |                  |                  |             |             |             |          |          |          | 2:16:56       | 13.           |
| Giuseppe Buttari                                                | 110 m gát       | 13,88            | 3.               | 7.               |             |             |             | 14,06    | 7.       | 15.      | kiesett       | kiesett       |
| Gianni Ronconi                                                  | 110 m gát       | 14,10            | 6.               | 15.              |             |             |             | 13,97    | 8.       | 14.      | kiesett       | kiesett       |
| Roberto Buccione                                                | 20 km gyaloglás |                  |                  |                  |             |             |             |          |          |          | 1:30:40       | 10.           |
| Vittorio Visini                                                 | 20 km gyaloglás |                  |                  |                  |             |             |             |          |          |          | 1:29:31       | 8.            |
| Armando Zambaldo                                                | 20 km gyaloglás |                  |                  |                  |             |             |             |          |          |          | 1:28:25       | 6.            |
| Vincenzo Guerini Luciano Caravani Luigi Benedetti Pietro Mennea | 4 × 100 m váltó | 39,35            | 2.               | 2.               |             |             |             | 39,39    | 4.       | 6.       | 39,08         | 6.            |

| Versenyző            | Versenyszám   | Selejtező | Selejtező | Döntő    | Döntő    |
| Versenyző            | Versenyszám   | Eredmény  | Helyezés  | Eredmény | Helyezés |
| -------------------- | ------------- | --------- | --------- | -------- | -------- |
| Rodolfo Bergamo      | Magasugrás    | 216 cm    | 13.       | 218 cm   | 6.       |
| Riccardo Fortini     | Magasugrás    | 205 cm    | 32.**     | kiesett  | kiesett  |
| Oscar Raise          | Magasugrás    | 205 cm    | 24.***    | kiesett  | kiesett  |
| Roberto Veglia       | Távolugrás    | 748 cm    | 23.       | kiesett  | kiesett  |
| Armando De Vincentis | Diszkoszvetés | 62,26 m   | 4.        | 55,86 m  | 15.      |
| Silvano Simeon       | Diszkoszvetés | 59,06 m   | 19.       | kiesett  | kiesett  |
| Edoardo Podberschek  | Kalapácsvetés | 66,56 m   | 17.       | kiesett  | kiesett  |
| Gian Paolo Urlando   | Kalapácsvetés | 68,54 m   | 13.       | kiesett  | kiesett  |

Női
| Versenyző          | Versenyszám | Előfutam | Előfutam | Előfutam | Negyeddöntő | Negyeddöntő | Negyeddöntő | Elődöntő | Elődöntő | Elődöntő | Döntő   | Döntő    |
| Versenyző          | Versenyszám | Idő      | Hely.    | Össz.    | Idő         | Hely.       | Össz.       | Idő      | Hely.    | Össz.    | Idő     | Helyezés |
| ------------------ | ----------- | -------- | -------- | -------- | ----------- | ----------- | ----------- | -------- | -------- | -------- | ------- | -------- |
| Rita Bottiglieri   | 400 m       | 53,37    | 6.       | 25.      | 52,51       | 6.          | 19.         | kiesett  | kiesett  | kiesett  | kiesett | kiesett  |
| Gabriella Dorio    | 800 m       | 2:01,63  | 3.       | 14.      |             |             |             | 2:02,46  | 8.       | 15.      | kiesett | kiesett  |
| Gabriella Dorio    | 1500 m      | 4:10,84  | 1.       | 14.      |             |             |             | 4:07,61  | 4.       | 12.      | 4:07,27 | 6.       |
| Silvana Cruciata   | 1500 m      | 4:16,78  | 8.       | 31.      |             |             |             | kiesett  | kiesett  | kiesett  | kiesett | kiesett  |
| Margherita Gargano | 1500 m      | 4:15,94  | 7.       | 29.      |             |             |             | kiesett  | kiesett  | kiesett  | kiesett | kiesett  |
| Ileana Ongar       | 100 m gát   | 13,37    | 2.       | 10.      |             |             |             | 13,41    | 3.       | 9.       | 13,51   | 8.       |

| Versenyző         | Versenyszám | Selejtező | Selejtező | Döntő    | Döntő    |
| Versenyző         | Versenyszám | Eredmény  | Helyezés  | Eredmény | Helyezés |
| ----------------- | ----------- | --------- | --------- | -------- | -------- |
| Donatella Bulfoni | Magasugrás  | 175 cm    | 24.       | kiesett  | kiesett  |
| Sara Simeoni      | Magasugrás  | 180 cm    | 4.****    | 191 cm   |          |

* - egy másik versenyzővel azonos időt ért el

** - két másik versenyzővel azonos eredményt ért el

*** - három másik versenyzővel azonos eredményt ért el

**** - nyolc másik versenyzővel azonos eredményt ért el

## Birkózás
Kötöttfogású
| Versenyző           | Versenyszám | 1. forduló                           | 2. forduló                        | 3. forduló                                        | 4. forduló                            | 5. forduló        | 6. forduló        | 7. forduló        | Döntő             | Helyezés    |
| Versenyző           | Versenyszám | Ellenfél Eredmény                    | Ellenfél Eredmény                 | Ellenfél Eredmény                                 | Ellenfél Eredmény                     | Ellenfél Eredmény | Ellenfél Eredmény | Ellenfél Eredmény | Ellenfél Eredmény | Helyezés    |
| ------------------- | ----------- | ------------------------------------ | --------------------------------- | ------------------------------------------------- | ------------------------------------- | ----------------- | ----------------- | ----------------- | ----------------- | ----------- |
| Antonio Quistelli   | 48 kg       | Khalil Zadeh (IRI) · kétvállas       | Sztefan Angelov (BUL) · kizárták  | kiesett                                           | kiesett                               | kiesett           |                   |                   | kiesett           | helyezetlen |
| Antonino Caltabiano | 52 kg       | Vitalij Konsztantyinyov (URS) · 8-10 | Czesław Stanjek (POL) · 11-6      | Pek Szunghjon (Baek Seung-hyeon) (KOR) · kizárták | Nicu Gingă (ROU) · 1-11               | kiesett           |                   |                   | kiesett           | 7.          |
| Domenico Giuffrida  | 62 kg       | Mijahara Teruhiko (JPN) · 5-19       | Gholam Reza Ghassab (IRI) · 14-27 | kiesett                                           | kiesett                               | kiesett           | kiesett           | kiesett           | kiesett           | helyezetlen |
| Gian Matteo Ranzi   | 68 kg       | erőnyerő                             | Patrick Marcy (USA) · 10-4        | Manfred Schöndorfer (FRG) · kétvállas             | Heinz-Helmut Wehling (GDR) · kizárták | kiesett           | kiesett           |                   | kiesett           | helyezetlen |
| Giuseppe Vitucci    | 82 kg       | Keijo Manni (FIN) · kizárták         | Adam Ostrowski (POL) · kizárták   | kiesett                                           | kiesett                               | kiesett           | kiesett           |                   | kiesett           | helyezetlen |

Szabadfogású
| Versenyző         | Versenyszám | 1. forduló                        | 2. forduló                            | 3. forduló                                    | 4. forduló        | 5. forduló        | Döntő             | Helyezés    |
| Versenyző         | Versenyszám | Ellenfél Eredmény                 | Ellenfél Eredmény                     | Ellenfél Eredmény                             | Ellenfél Eredmény | Ellenfél Eredmény | Ellenfél Eredmény | Helyezés    |
| ----------------- | ----------- | --------------------------------- | ------------------------------------- | --------------------------------------------- | ----------------- | ----------------- | ----------------- | ----------- |
| Claudio Pollio    | 48 kg       | Kudó Akira (JPN) · kétvállas      | Ri Jongnam (Li Yong-Nam) (PRK) · 7-35 | kiesett                                       | kiesett           | kiesett           | kiesett           | helyezetlen |
| Giuseppe Bognanni | 52 kg       | Emille Kitnurse (ISV) · kétvállas | Habib Fatah-Gharalar (IRI) · 2-24     | Cson Heszop (Jeon Hae-Seop) (KOR) · kétvállas | kiesett           | kiesett           | kiesett           | helyezetlen |
| Giuseppe Spagnoli | 74 kg       | erőnyerő                          | Ruszlan Asuralijev (URS) · kétvállas  | Manszur Barzegar (IRI) · kizárták             | kiesett           | kiesett           | kiesett           | helyezetlen |

## Cselgáncs
| Versenyző       | Versenyszám  | Csoport | Selejtező                | 32-es főtábla                     | Nyolcaddöntő                        | Negyeddöntő                             | Elődöntő                                   | Vigaszág negyeddöntő | Vigaszág elődöntő | Bronz- mérkőzés           | Döntő             | Helyezés    |
| Versenyző       | Versenyszám  | Csoport | Ellenfél Eredmény        | Ellenfél Eredmény                 | Ellenfél Eredmény                   | Ellenfél Eredmény                       | Ellenfél Eredmény                          | Ellenfél Eredmény    | Ellenfél Eredmény | Ellenfél Eredmény         | Ellenfél Eredmény | Helyezés    |
| --------------- | ------------ | ------- | ------------------------ | --------------------------------- | ----------------------------------- | --------------------------------------- | ------------------------------------------ | -------------------- | ----------------- | ------------------------- | ----------------- | ----------- |
| Felice Mariani  | Könnyűsúly   | A       |                          | Oleg Zurabiani (URS) · GY         | Connie Alexander (GBR) · GY         | Yves Delvingt (FRA) · GY                | Csang Ungjong (Jang Eung-gyeong) (KOR) · V |                      |                   | Erich Pointner (AUT) · GY |                   |             |
| Ezio Gamba      | Váltósúly    | B       |                          | erőnyerő                          | Oscar Strático (ARG) · GY           | I Cshangszon (Lee Chang-Seon) (KOR) · V | kiesett                                    |                      |                   |                           |                   | 11.         |
| Mario Vecchi    | Félnehézsúly | A       | Carlos Pacheco (BRA) · V | kiesett                           | kiesett                             | kiesett                                 | kiesett                                    |                      |                   |                           |                   | 30.         |
| Mario Daminelli | Nehézsúly    | B       |                          | erőnyerő                          | Güsemiin Jalaa (MGL) · visszalépett | kiesett                                 | kiesett                                    |                      |                   |                           |                   | helyezetlen |
| Mario Daminelli | Nyílt        | B       |                          | Klaus Wallas (AUT) · visszalépett | kiesett                             | kiesett                                 | kiesett                                    |                      |                   |                           |                   | helyezetlen |

## Evezés
Férfi
| Versenyző                                                                                  | Versenyszám              | Előfutam | Előfutam | Vigaszág | Vigaszág | Elődöntő | Elődöntő | Döntő | Döntő   | Döntő | Helyezés |
| Versenyző                                                                                  | Versenyszám              | Idő      | Hely.    | Idő      | Hely.    | Idő      | Hely.    | Típus | Idő     | Hely. | Helyezés |
| ------------------------------------------------------------------------------------------ | ------------------------ | -------- | -------- | -------- | -------- | -------- | -------- | ----- | ------- | ----- | -------- |
| Fabrizio Biondi                                                                            | Egypárevezős             | 7:35,33  | 2.       | erőnyerő | erőnyerő | 7:16,13  | 6.       | B     | 8:07,17 | 4.    | 10.      |
| Umberto Ragazzi Silvio Ferrini                                                             | Kétpárevezős             | 6:47,97  | 4.       | 6:38,48  | 2.       | 6:34,34  | 5.       | B     | 7:15,21 | 1.    | 7.       |
| Primo Baran Annibale Venier Franco Venturini (kormányos)                                   | Kormányos kettes         | 7:37,15  | 2.       | erőnyerő | erőnyerő | 7:05,60  | 3.       | A     | 8:15,97 | 5.    | 5.       |
| Matteo Caglieris Enzo Lanzarini Natale Spinello Pellegrino Croce                           | Kormányos nélküli négyes | 6:16,10  | 2.       | erőnyerő | erőnyerő | 6:09,76  | 5.       | B     | 6:48,11 | 5.    | 11.      |
| Battista Paganelli Enzo Borgonovi Gino Iseppi Ariosto Temporin Paolo Trisciani (kormányos) | Kormányos négyes         | 6:44,81  | 5.       | 6:25,43  | 3.       | 6:17,79  | 6.       | B     | 6:55,53 | 6.    | 12.      |

## Íjászat
| Versenyző         | Versenyszám  | 1. forduló | 1. forduló | 2. forduló | 2. forduló | Összesítés | Összesítés |
| Versenyző         | Versenyszám  | Pont       | Hely.      | Pont       | Hely.      | Pont       | Helyezés   |
| ----------------- | ------------ | ---------- | ---------- | ---------- | ---------- | ---------- | ---------- |
| Giancarlo Ferrari | Férfi egyéni | 1220       | 4.         | 1275       | 3.         | 2495       |            |
| Sante Spigarelli  | Férfi egyéni | 1212       | 6.         | 1207       | 18.        | 2419       | 10.        |
| Franca Capetta    | Női egyéni   | 1152       | 13.        | 1187       | 10.        | 2339       | 12.        |
| Ida Da Poian      | Női egyéni   | 1147       | 14.        | 1135       | 20.        | 2282       | 19.        |

## Kajak-kenu
Férfi
| Versenyző                                                                 | Versenyszám         | Előfutam | Előfutam | Előfutam | Vigaszág | Vigaszág | Vigaszág | Elődöntő | Elődöntő | Elődöntő | Döntő   | Döntő    |
| Versenyző                                                                 | Versenyszám         | Idő      | Hely.    | Össz.    | Idő      | Hely.    | Össz.    | Idő      | Hely.    | Össz.    | Idő     | Helyezés |
| ------------------------------------------------------------------------- | ------------------- | -------- | -------- | -------- | -------- | -------- | -------- | -------- | -------- | -------- | ------- | -------- |
| Oreste Perri                                                              | Kajak egyes 500 m   | 1:55,39  | 3.       | 5.       | erőnyerő | erőnyerő | erőnyerő | 1:53,99  | 3.       | 6.       | 1:50,27 | 7.       |
| Oreste Perri                                                              | Kajak egyes 1000 m  | 3:55,67  | 1.       | 3.       | erőnyerő | erőnyerő | erőnyerő | 3:50,19  | 1.       | 7.       | 3:51,13 | 4.       |
| Paolo Lepori Pier Duilio Puccetti                                         | Kajak kettes 500 m  | 1:49,59  | 5.       | 18.      | 1:45,30  | 2.       | 4.       | 1:43,51  | 5.       | 15.      | kiesett | kiesett  |
| Danio Merli Giorgio Sbruzzi                                               | Kajak kettes 1000 m | 3:51,03  | 7.       | 20.      | 3:31,53  | 1.       | 2.       | 3:35,96  | 6.       | 16.      | kiesett | kiesett  |
| Luciano Buonfiglio Massimo Moriconi Pier Duilio Puccetti Andrea Salvietti | Kajak négyes 1000 m | 3:19,60  | 7.       | 18.      | 3:19,53  | 4.       | 9.       | kiesett  | kiesett  | kiesett  | kiesett | kiesett  |
| Pietro Bruschi                                                            | Kenu egyes 500 m    | 2:16,44  | 5.       | 12.      | 2:10,84  | 4.       | 7.       | kiesett  | kiesett  | kiesett  | kiesett | kiesett  |
| Pietro Bruschi                                                            | Kenu egyes 1000 m   | 4:33,38  | 6.       | 12.      | 4:19,11  | 3.       | 6.       | 4:21,88  | 4.       | 10.      | kiesett | kiesett  |
| Tiziano Annoni Ilario Passerini                                           | Kenu kettes 500 m   | 2:10,37  | 7.       | 15.      | 1:56,36  | 4.       | 5.       | kiesett  | kiesett  | kiesett  | kiesett | kiesett  |
| Tiziano Annoni Ilario Passerini                                           | Kenu kettes 1000 m  | 3:59,60  | 6.       | 11.      | 3:54,57  | 3.       | 7.       | 4:02,39  | 4.       | 10.      | kiesett | kiesett  |

## Kerékpározás

### Országúti kerékpározás
Férfi
| Versenyző                                         | Versenyszám     | Idő             | Helyezés |
| ------------------------------------------------- | --------------- | --------------- | -------- |
| Vittorio Algeri                                   | Mezőnyverseny   | 4:47:23 (+0:31) | 8.       |
| Carmelo Barone                                    | Mezőnyverseny   | 4:49:01 (+2:09) | 31.      |
| Roberto Ceruti                                    | Mezőnyverseny   | 4:49:01 (+2:09) | 26.      |
| Giuseppe Martinelli                               | Mezőnyverseny   | 4:47:23 (+0:31) |          |
| Carmelo Barone Vito Da Ros Gino Lori Dino Porrini | Csapat időfutam | 2:14:50 (+5:57) | 11.      |

### Pálya-kerékpározás
Sprintverseny
| Versenyző     | Versenyszám  | 1. forduló                    | 1. forduló | Vigaszág             | Vigaszág | Nyolcaddöntő                                      | Nyolcaddöntő | Vigaszág selejtező     | Vigaszág selejtező | Vigaszág döntő       | Vigaszág döntő | Negyeddöntő                                 | 5–8. helyért                                                      | 5–8. helyért | Elődöntő             | Döntő                | Helyezés |
| Versenyző     | Versenyszám  | Ellenfél Győztes idő          | Hely.      | Ellenfél Győztes idő | Hely.    | Ellenfelek Győztes idő                            | Hely.        | Ellenfelek Győztes idő | Hely.              | Ellenfél Győztes idő | Hely.          | Ellenfél Győztes idő                        | Ellenfelek Győztes idő                                            | Hely.        | Ellenfél Győztes idő | Ellenfél Győztes idő | Helyezés |
| ------------- | ------------ | ----------------------------- | ---------- | -------------------- | -------- | ------------------------------------------------- | ------------ | ---------------------- | ------------------ | -------------------- | -------------- | ------------------------------------------- | ----------------------------------------------------------------- | ------------ | -------------------- | -------------------- | -------- |
| Giorgio Rossi | Férfi egyéni | Mihaíl Kúndrasz (GRE) · 11,36 | 1.         |                      |          | Richard Tormen (CHI) · Dimo Angelov (BUL) · 11,39 | 1.           |                        |                    |                      |                | Dieter Berkmann (FRG) · 12,44, 11,96, 11,80 | Serhiy Kravtsov (URS) · Csó Josikazu (JPN) · Niels Fredborg (DEN) | 4.           |                      |                      | 8.       |

Időfutam
| Versenyző      | Versenyszám  | Idő      | Helyezés |
| -------------- | ------------ | -------- | -------- |
| Massimo Marino | Férfi egyéni | 1:08,488 | 10.      |

Üldözőversenyek
| Versenyző                                                        | Versenyszám  | Selejtező | Selejtező | Nyolcaddöntő                    | Nyolcaddöntő | Nyolcaddöntő | Negyeddöntő                                                                                             | Negyeddöntő | Negyeddöntő | Elődöntő     | Elődöntő  | Elődöntő | Döntő        | Döntő     | Helyezés |
| Versenyző                                                        | Versenyszám  | Idő       | Hely.     | Ellenfél Idő                    | Saját idő    | Hely.        | Ellenfél Idő                                                                                            | Saját idő   | Hely.       | Ellenfél Idő | Saját idő | Hely.    | Ellenfél Idő | Saját idő | Helyezés |
| ---------------------------------------------------------------- | ------------ | --------- | --------- | ------------------------------- | ------------ | ------------ | --- | ----------- | ----------- | ------------ | --------- | -------- | ------------ | --------- | -------- |
| Orfeo Pizzoferrato                                               | Férfi egyéni | 4:50,44   | 5.        | Harry Hannus (FIN) · lekörözték | 4:48,41      | 5.           | Thomas Huschke (GDR) · 4:47,44                                                                          | 4:47,89     | 5.          | kiesett      | kiesett   | kiesett  | kiesett      | kiesett   | 5.       |
| Sandro Callari Cesare Cipollini Rino De Candido Giuseppe Saronni | Férfi csapat | 4:30,47   | 7.        |                                 |              |              | Szovjetunió (URS) · Vlagyimir Oszokin · Alekszandr Perov · Vitalij Petrakov · Viktor Szokolov · 4:21,31 | lekörözték  | 5.          | kiesett      | kiesett   | kiesett  | kiesett      | kiesett   | 5.       |

## Kosárlabda

### Férfi
| Olasz férfi kosárlabdacsapat-játékoskeret                                                                       | Olasz férfi kosárlabdacsapat-játékoskeret                                                                     |
| --- | --- |
| - Renzo Bariviera - Gianni Bertolotti - Ivan Bisson - Giuseppe Brumatti - Fabrizio Della Fiori - Giulio Iellini | - Pierluigi Marzorati - Dino Meneghin - Carlo Recalcati - Luigi Serafini - Luciano Vendemini - Marino Zanatta |

#### Eredmények
Csoportkör
B csoport
| Csapat                 | M | Gy | V | P+  | P–  | Pk  | P  |
| ---------------------- | - | -- | - | --- | --- | --- | -- |
| Egyesült Államok (USA) | 5 | 5  | 0 | 394 | 349 | +45 | 10 |
| Jugoszlávia (YUG)      | 5 | 4  | 1 | 364 | 343 | +21 | 9  |
| Olaszország (ITA)      | 5 | 3  | 2 | 347 | 344 | +3  | 8  |
| Csehszlovákia (TCH)    | 5 | 2  | 3 | 418 | 406 | +12 | 7  |
| Puerto Rico (PUR)      | 5 | 1  | 4 | 321 | 363 | –42 | 6  |
| Egyiptom (EGY)         | 1 | 0  | 1 | 64  | 103 | –39 | 1  |

| 1976. július 18. | Olaszország (ITA) | 86 – 106 | Egyesült Államok (USA) |  |
| 1976. július 18. | (39–50)           |          |                        |  |

|  | Olaszország (ITA) | Egyiptom visszalépett | Egyiptom (EGY) |  |
|  |                   |                       |                |  |

| 1976. július 21. | Csehszlovákia (TCH) | 69 – 79 | Olaszország (ITA) |  |
| 1976. július 21. | (34–40)             |         |                   |  |

| 1976. július 22. | Jugoszlávia (YUG) | 88 – 87 | Olaszország (ITA) |  |
| 1976. július 22. | (41–57)           |         |                   |  |

| 1976. július 24. | Olaszország (ITA) | 95 – 81 | Puerto Rico (PUR) |  |
| 1976. július 24. | (55–35)           |         |                   |  |

Az 5–8. helyért
| 1976. július 25. | Olaszország (ITA) | 79 – 72 | Ausztrália (AUS) |  |
| 1976. július 25. | (37–43)           |         |                  |  |

Az 5. helyért
| 1976. július 27. | Olaszország (ITA) | 98 – 75 | Csehszlovákia (TCH) |  |
| 1976. július 27. | (46–46)           |         |                     |  |

| Csapat            | Helyezés |
| ----------------- | -------- |
| Olaszország (ITA) | 5.       |

## Lovaglás
Díjlovaglás
| Versenyző      | Ló     | Versenyszám | Selejtező | Selejtező | Döntő   | Döntő    |
| Versenyző      | Ló     | Versenyszám | Pont      | Hely.     | Pont    | Helyezés |
| -------------- | ------ | ----------- | --------- | --------- | ------- | -------- |
| Fausto Puccini | Palazo | Egyéni      | 1258      | 27.       | kiesett | kiesett  |

Díjugratás
| Versenyző                                                       | Ló                                          | Versenyszám | 1. forduló | 1. forduló | 2. forduló | 2. forduló | Összesen | Összesen |
| Versenyző                                                       | Ló                                          | Versenyszám | Pont       | Hely.      | Pont       | Hely.      | Pont     | Helyezés |
| --------------------------------------------------------------- | ------------------------------------------- | ----------- | ---------- | ---------- | ---------- | ---------- | -------- | -------- |
| Piero D'Inzeo                                                   | The Avenger                                 | Egyéni      | 16,00      | 25.        | kiesett    | kiesett    | 16,00    | 25.**    |
| Raimondo D'Inzeo                                                | Bellevue                                    | Egyéni      | 8,00       | 10.        | 16,00      | 11.        | 24,00    | 12.      |
| Graziano Mancinelli                                             | Bel Oiseau                                  | Egyéni      | 16,00      | 25.        | kiesett    | kiesett    | 16,00    | 25.**    |
| Piero D'Inzeo Raimondo D'Inzeo Graziano Mancinelli Giorgio Nuti | Easter Light Bellevue Bel Oiseau Springtime | Csapat      | 48,00      | 9.         | kiesett    | kiesett    | 48,00    | 9.*      |

Lovastusa
| Versenyző                                                      | Ló                                        | Versenyszám | Díjlovaglás | Díjlovaglás | Tereplovaglás | Tereplovaglás | Díjugratás   | Díjugratás   | Végeredmény | Végeredmény |
| Versenyző                                                      | Ló                                        | Versenyszám | Bünt.       | Hely.       | Bünt.         | Hely.         | Bünt.        | Hely.        | Bünt.       | Helyezés    |
| -------------------------------------------------------------- | ----------------------------------------- | ----------- | ----------- | ----------- | ------------- | ------------- | ------------ | ------------ | ----------- | ----------- |
| Alessandro Argenton                                            | Woodland                                  | Egyéni      | 102,91      | 39.         | 172,00        | 25.           | 0,00         | 1.           | 274,91      | 22.         |
| Giovanni Bossi                                                 | Boston                                    | Egyéni      | 92,91       | 28.         | 68,80         | 6.            | visszalépett | visszalépett | kiesett     | kiesett     |
| Federico Roman                                                 | Shamrock                                  | Egyéni      | 73,34       | 10.         | 120,80        | 16.           | 0,00         | 1.           | 194,14      | 9.          |
| Mario Turner                                                   | Tempest Blisland                          | Egyéni      | 99,59       | 36.         | 113,60        | 15.           | 0,00         | 1.           | 213,19      | 14.         |
| Alessandro Argenton Giovanni Bossi Federico Roman Mario Turner | Woodland Boston Shamrock Tempest Blisland | Csapat      | 265,84      | 8.          | 303,20        | 3.            | 0,00         | 1.           | 682,24      | 4.          |

* - egy másik csapattal azonos eredményt ért el

** - három másik versenyzővel azonos eredményt ért el

## Műugrás
Férfi
| Versenyző       | Versenyszám        | Selejtező | Selejtező | Döntő   | Döntő    |
| Versenyző       | Versenyszám        | Pont      | Helyezés  | Pont    | Helyezés |
| --------------- | ------------------ | --------- | --------- | ------- | -------- |
| Franco Cagnotto | Egyéni műugrás     | 542,31    | 7.        | 570,48  |          |
| Claudio De Miro | Egyéni műugrás     | 446,61    | 22.       | kiesett | kiesett  |
| Claudio De Miro | Egyéni toronyugrás | 470,43    | 13.       | kiesett | kiesett  |
| Klaus Dibiasi   | Egyéni toronyugrás | 570,54    | 2.        | 600,51  |          |
| Klaus Dibiasi   | Egyéni műugrás     | 572,82    | 4.        | 516,18  | 8.       |

Női
| Versenyző        | Versenyszám        | Selejtező | Selejtező | Döntő   | Döntő    |
| Versenyző        | Versenyszám        | Pont      | Helyezés  | Pont    | Helyezés |
| ---------------- | ------------------ | --------- | --------- | ------- | -------- |
| Carmen Casteiner | Egyéni toronyugrás | 318,30    | 19.       | kiesett | kiesett  |

## Ökölvívás
| Versenyző          | Versenyszám   | Selejtező                              | 32-es főtábla                         | Nyolcaddöntő                         | Negyeddöntő       | Elődöntő          | Döntő             | Helyezés |
| Versenyző          | Versenyszám   | Ellenfél Eredmény                      | Ellenfél Eredmény                     | Ellenfél Eredmény                    | Ellenfél Eredmény | Ellenfél Eredmény | Ellenfél Eredmény | Helyezés |
| ------------------ | ------------- | -------------------------------------- | ------------------------------------- | ------------------------------------ | ----------------- | ----------------- | ----------------- | -------- |
| Giovanni Camputaro | Légsúly       | erőnyerő                               | Muhammad Sadiq (PAK) · 5-0            | Davit Toroszjan (URS) · visszalépett | kiesett           | kiesett           | kiesett           | 9.       |
| Bernardo Onori     | Harmatsúly    | Abdel Nabi El-Sayed Mahran (EGY) · 5-0 | Brian Tink (AUS) · 5-0                | Charles Mooney (USA) · 0-5           | kiesett           | kiesett           | kiesett           | 9.       |
| Gaetano Pirastu    | Könnyűsúly    | Roberto Andino (PUR) · 0-5             | kiesett                               | kiesett                              | kiesett           | kiesett           | kiesett           | 22.      |
| Daniele Zappaterra | Kisváltósúly  | Clinton McKenzie (GBR) · 0-5           | kiesett                               | kiesett                              | kiesett           | kiesett           | kiesett           | 25.      |
| Luigi Minchillo    | Váltósúly     | erőnyerő                               | Vitalis Bbegge (UGA) · nem vett részt | Reinhard Skricek (FRG) · 1-4         | kiesett           | kiesett           | kiesett           | 9.       |
| Pierangelo Pira    | Nagyváltósúly |                                        | Ekue Gogli (TOG) · nem vett részt     | Viktor Szavcsenko (URS) · KO         | kiesett           | kiesett           | kiesett           | 9.       |

## Öttusa
| Versenyző                                       | Versenyszám | Lovaglás | Lovaglás | Lovaglás | Lovaglás | Vívás    | Vívás | Vívás  | Lövészet | Lövészet | Lövészet | Úszás   | Úszás | Úszás | Futás   | Futás | Futás | Összesen    | Összesen |
| Versenyző                                       | Versenyszám | Idő      | Bünt.    | Pont     | Hely.    | Eredmény | Pont  | Hely.  | Pontszám | Pont     | Hely.    | Idő     | Pont  | Hely. | Idő     | Pont  | Hely. | Összes pont | Helyezés |
| ----------------------------------------------- | ----------- | -------- | -------- | -------- | -------- | -------- | ----- | ------ | -------- | -------- | -------- | ------- | ----- | ----- | ------- | ----- | ----- | ----------- | -------- |
| Pierpaolo Cristofori                            | Egyéni      | 1:55,6   | 0        | 1100     | 11.      | 20–25    | 712   | 30.*** | 184      | 780      | 37.*     | 3:38,48 | 1128  | 22.   | 13:06,7 | 1207  | 16.   | 4927        | 25.      |
| Daniele Masala                                  | Egyéni      | 2:04,5   | 10       | 1090     | 14.      | 25–20    | 832   | 13.**  | 197      | 1066     | 2.       | 3:23,77 | 1244  | 6.    | 13:08,3 | 1201  | 17.   | 5433        | 4.       |
| Mario Medda                                     | Egyéni      | 1:58,2   | 96       | 1004     | 36.      | 19–26    | 688   | 35.**  | 186      | 824      | 33.      | 3:47,26 | 1056  | 39.   | 13:50,7 | 1075  | 41.   | 4647        | 39.      |
| Pierpaolo Cristofori Daniele Masala Mario Medda | Csapat      |          |          | 3194     | 4.       |          | 2256  | 8.     |          | 2670     | 6.       |         | 3428  | 7.    |         | 3483  | 8.    | 15031       | 6.       |

* - egy másik versenyzővel azonos eredményt ért el

** - három másik versenyzővel azonos eredményt ért el

** - négy másik versenyzővel azonos eredményt ért el

## Röplabda

### Férfi
| Olasz férfi röplabdacsapat-játékoskeret                                                                             | Olasz férfi röplabdacsapat-játékoskeret                                                            |
| --- | -------------------------------------------------------------------------------------------------- |
| - Francesco Dall'Olio - Rodolfo Giovenzana - Giorgio Goldoni - Giovanni Lanfranco - Mario Mattioli - Paolo Montorsi | - Andrea Nannini - Fabrizio Nassi - Marco Negri - Andrea Nencini - Erasmo Salemme - Stefano Sibani |

#### Eredmények
Csoportkör
B csoport
|                   |                                                                   | Mérkőzések                                                        | Mérkőzések                                                        | Szettek                                                           | Szettek                                                           | Szettek                                                           | Pontok                                                            | Pontok                                                            | Pontok                                                            |
| Csapat            | Pont                                                              | Gy                                                                | V                                                                 | Sz+                                                               | Sz–                                                               | SzA                                                               | P+                                                                | P–                                                                | PA                                                                |
| ----------------- | ----------------------------------------------------------------- | ----------------------------------------------------------------- | ----------------------------------------------------------------- | ----------------------------------------------------------------- | ----------------------------------------------------------------- | ----------------------------------------------------------------- | ----------------------------------------------------------------- | ----------------------------------------------------------------- | ----------------------------------------------------------------- |
| Szovjetunió (URS) | 6                                                                 | 3                                                                 | 0                                                                 | 9                                                                 | 0                                                                 | MAX                                                               | 135                                                               | 63                                                                | 2,143                                                             |
| Japán (JPN)       | 5                                                                 | 2                                                                 | 1                                                                 | 6                                                                 | 3                                                                 | 2,000                                                             | 118                                                               | 89                                                                | 1,326                                                             |
| Brazília (BRA)    | 4                                                                 | 1                                                                 | 2                                                                 | 3                                                                 | 6                                                                 | 0,500                                                             | 118                                                               | 142                                                               | 0,831                                                             |
| Olaszország (ITA) | 3                                                                 | 0                                                                 | 3                                                                 | 2                                                                 | 9                                                                 | 0,222                                                             | 81                                                                | 158                                                               | 0,513                                                             |
| Egyiptom (EGY)    | Visszalépett, az egy lejátszott mérkőzésének eredményét törölték. | Visszalépett, az egy lejátszott mérkőzésének eredményét törölték. | Visszalépett, az egy lejátszott mérkőzésének eredményét törölték. | Visszalépett, az egy lejátszott mérkőzésének eredményét törölték. | Visszalépett, az egy lejátszott mérkőzésének eredményét törölték. | Visszalépett, az egy lejátszott mérkőzésének eredményét törölték. | Visszalépett, az egy lejátszott mérkőzésének eredményét törölték. | Visszalépett, az egy lejátszott mérkőzésének eredményét törölték. | Visszalépett, az egy lejátszott mérkőzésének eredményét törölték. |

| 1976. július 18. 19:30 | Olaszország (ITA)  | 0 – 3 | Szovjetunió (URS) |  |
| 1976. július 18. 19:30 | (6–15, 3–15, 6–15) |       |                   |  |

| 1976. július 20. 21:30 | Japán (JPN)        | 3 – 0 | Olaszország (ITA) |  |
| 1976. július 20. 21:30 | (15–6, 15–2, 15–6) |       |                   |  |

| 1976. július 24. 21:30 | Olaszország (ITA)                | 2 – 3 | Brazília (BRA) |  |
| 1976. július 24. 21:30 | (8–15, 15–11, 15–12, 6–15, 8–15) |       |                |  |

| 1976. július 25. | Olaszország (ITA) | Egyiptom visszalépett | Egyiptom (EGY) |  |
| 1976. július 25. |                   |                       |                |  |

Az 5–8. helyért
| 1976. július 26. 21:30 | Csehszlovákia (TCH) | 3 – 0 | Olaszország (ITA) |  |
| 1976. július 26. 21:30 | (15–7, 15–8, 15–7)  |       |                   |  |

A 7. helyért
| 1976. július 27. 18:30 | Brazília (BRA)     | 3 – 0 | Olaszország (ITA) |  |
| 1976. július 27. 18:30 | (15–8, 15–6, 15–8) |       |                   |  |

| Csapat            | Helyezés |
| ----------------- | -------- |
| Olaszország (ITA) | 8.       |

## Sportlövészet
Nyílt
| Versenyző           | Versenyszám           | Pont | Helyezés |
| ------------------- | --------------------- | ---- | -------- |
| Roberto Ferraris    | Gyorstüzelő pisztoly  | 595  |          |
| Gianfranco Mantelli | Gyorstüzelő pisztoly  | 589  | 14.      |
| Enzo Contegno       | Szabadpisztoly        | 551  | 17.      |
| Vincenzo Tondo      | Szabadpisztoly        | 559  | 6.       |
| Lino Cerati         | Futócéllövészet       | 543  | 21.      |
| Giovanni Mezzani    | Futócéllövészet       | 550  | 18.      |
| Giuseppe De Chirico | Sportpuska, fekvő     | 582  | 60.      |
| Walter Frescura     | Sportpuska, fekvő     | 594  | 5.       |
| Piero Errani        | Sportpuska, összetett | 1134 | 30.      |
| Ubaldesco Baldi     | Trap                  | 189  |          |
| Silvano Basagni     | Trap                  | 175  | 21.      |
| Romano Garagnani    | Skeet                 | 193  | 11.      |
| Giuseppe Pepe       | Skeet                 | 181  | 50.      |

## Súlyemelés
| Versenyző     | Versenyszám | Szakítás | Szakítás | Lökés    | Lökés    | Összesen | Helyezés |
| Versenyző     | Versenyszám | Eredmény | Helyezés | Eredmény | Helyezés | Összesen | Helyezés |
| ------------- | ----------- | -------- | -------- | -------- | -------- | -------- | -------- |
| Peppino Tanti | 60 kg       | 110,0    | 8.       | 137,5    | 10.      | 247,5    | 10.      |

## Torna
Férfi
| Versenyző          | Versenyszám      | Selejtező | Selejtező | Döntő    | Döntő    |
| Versenyző          | Versenyszám      | Pontszám  | Helyezés  | Pontszám | Helyezés |
| ------------------ | ---------------- | --------- | --------- | -------- | -------- |
| Maurizio Milanetto | Talaj            | 17,75     | 59.       | kiesett  | kiesett  |
| Maurizio Milanetto | Ugrás            | 18,75     | 30.       | kiesett  | kiesett  |
| Maurizio Milanetto | Korlát           | 18,20     | 38.       | kiesett  | kiesett  |
| Maurizio Milanetto | Nyújtó           | 17,95     | 58.       | kiesett  | kiesett  |
| Maurizio Milanetto | Gyűrű            | 18,60     | 36.       | kiesett  | kiesett  |
| Maurizio Milanetto | Lólengés         | 17,70     | 67.       | kiesett  | kiesett  |
| Maurizio Milanetto | Egyéni összetett | 108,95    | 51.       | 110,075  | 26.      |
| Maurizio Montesi   | Talaj            | 17,65     | 61.       | kiesett  | kiesett  |
| Maurizio Montesi   | Ugrás            | 18,15     | 66.       | kiesett  | kiesett  |
| Maurizio Montesi   | Korlát           | 17,65     | 69.       | kiesett  | kiesett  |
| Maurizio Montesi   | Nyújtó           | 18,05     | 57.       | kiesett  | kiesett  |
| Maurizio Montesi   | Gyűrű            | 18,75     | 29.       | kiesett  | kiesett  |
| Maurizio Montesi   | Lólengés         | 17,85     | 61.       | kiesett  | kiesett  |
| Maurizio Montesi   | Egyéni összetett | 108,10    | 59.       | 109,750  | 31.      |
| Angelo Zucca       | Talaj            | 17,45     | 71.       | kiesett  | kiesett  |
| Angelo Zucca       | Ugrás            | 18,40     | 54.       | kiesett  | kiesett  |
| Angelo Zucca       | Korlát           | 17,45     | 74.       | kiesett  | kiesett  |
| Angelo Zucca       | Nyújtó           | 17,70     | 65.       | kiesett  | kiesett  |
| Angelo Zucca       | Gyűrű            | 18,50     | 43.       | kiesett  | kiesett  |
| Angelo Zucca       | Lólengés         | 17,00     | 82.       | kiesett  | kiesett  |
| Angelo Zucca       | Egyéni összetett | 106,50    | 66.*      | kiesett  | kiesett  |

Női
| Versenyző                                                                                 | Versenyszám      | Selejtező | Selejtező | Döntő    | Döntő    |
| Versenyző                                                                                 | Versenyszám      | Pontszám  | Helyezés  | Pontszám | Helyezés |
| ----------------------------------------------------------------------------------------- | ---------------- | --------- | --------- | -------- | -------- |
| Stefania Bucci                                                                            | Talaj            | 19,00     | 19.       | kiesett  | kiesett  |
| Stefania Bucci                                                                            | Ugrás            | 18,55     | 44.       | kiesett  | kiesett  |
| Stefania Bucci                                                                            | Felemás korlát   | 18,70     | 47.       | kiesett  | kiesett  |
| Stefania Bucci                                                                            | Gerenda          | 18,05     | 47.       | kiesett  | kiesett  |
| Stefania Bucci                                                                            | Egyéni összetett | 74,30     | 44.       | 75,000   | 23.*     |
| Patrizia Fratini                                                                          | Talaj            | 18,80     | 34.       | kiesett  | kiesett  |
| Patrizia Fratini                                                                          | Ugrás            | 18,30     | 66.       | kiesett  | kiesett  |
| Patrizia Fratini                                                                          | Felemás korlát   | 18,10     | 75.       | kiesett  | kiesett  |
| Patrizia Fratini                                                                          | Gerenda          | 17,55     | 70.       | kiesett  | kiesett  |
| Patrizia Fratini                                                                          | Egyéni összetett | 72,75     | 66.*      | kiesett  | kiesett  |
| Rita Peri                                                                                 | Talaj            | 18,90     | 28.       | kiesett  | kiesett  |
| Rita Peri                                                                                 | Ugrás            | 17,50     | 84.       | kiesett  | kiesett  |
| Rita Peri                                                                                 | Felemás korlát   | 18,30     | 67.       | kiesett  | kiesett  |
| Rita Peri                                                                                 | Gerenda          | 17,05     | 82.       | kiesett  | kiesett  |
| Rita Peri                                                                                 | Egyéni összetett | 71,75     | 75.       | kiesett  | kiesett  |
| Donatella Sacchi                                                                          | Talaj            | 18,55     | 52.       | kiesett  | kiesett  |
| Donatella Sacchi                                                                          | Ugrás            | 18,30     | 66.       | kiesett  | kiesett  |
| Donatella Sacchi                                                                          | Felemás korlát   | 18,00     | 78.       | kiesett  | kiesett  |
| Donatella Sacchi                                                                          | Gerenda          | 17,70     | 63.       | kiesett  | kiesett  |
| Donatella Sacchi                                                                          | Egyéni összetett | 72,55     | 71.*      | kiesett  | kiesett  |
| Valentina Spongia                                                                         | Talaj            | 18,45     | 57.       | kiesett  | kiesett  |
| Valentina Spongia                                                                         | Ugrás            | 18,10     | 76.       | kiesett  | kiesett  |
| Valentina Spongia                                                                         | Felemás korlát   | 18,35     | 65.       | kiesett  | kiesett  |
| Valentina Spongia                                                                         | Gerenda          | 17,70     | 63.       | kiesett  | kiesett  |
| Valentina Spongia                                                                         | Egyéni összetett | 72,60     | 68.**     | kiesett  | kiesett  |
| Carla Wieser                                                                              | Talaj            | 18,25     | 73.       | kiesett  | kiesett  |
| Carla Wieser                                                                              | Ugrás            | 17,95     | 80.       | kiesett  | kiesett  |
| Carla Wieser                                                                              | Felemás korlát   | 17,70     | 83.       | kiesett  | kiesett  |
| Carla Wieser                                                                              | Gerenda          | 17,65     | 67.       | kiesett  | kiesett  |
| Carla Wieser                                                                              | Egyéni összetett | 71,55     | 77.       | kiesett  | kiesett  |
| Stefania Bucci Patrizia Fratini Rita Peri Donatella Sacchi Valentina Spongia Carla Wieser | Csapat összetett |           |           | 365,10   | 12.      |

* - egy másik versenyzővel azonos eredményt ért el

** - két másik versenyzővel azonos eredményt ért el

## Úszás
Férfi
| Versenyző                                                      | Versenyszám            | Előfutam | Előfutam | Előfutam | Elődöntő | Elődöntő | Elődöntő | Döntő   | Döntő    |
| Versenyző                                                      | Versenyszám            | Idő      | Hely.    | Össz.    | Idő      | Hely.    | Össz.    | Idő     | Helyezés |
| -------------------------------------------------------------- | ---------------------- | -------- | -------- | -------- | -------- | -------- | -------- | ------- | -------- |
| Marcello Guarducci                                             | 100 m gyors            | 51,57    | 1.       | 4.       | 51,35    | 2.       | 2.       | 51,70   | 5.       |
| Marcello Guarducci                                             | 200 m gyors            | 1:53,72  | 2.       | 11.      |          |          |          | kiesett | kiesett  |
| Roberto Pangaro                                                | 200 m gyors            | 1:55,30  | 3.       | 20.      |          |          |          | kiesett | kiesett  |
| Roberto Pangaro                                                | 100 m gyors            | 53,05    | 3.       | 12.      | 52,68    | 5.       | 10.      | kiesett | kiesett  |
| Paolo Revelli                                                  | 200 m gyors            | 1:57,25  | 4.       | 30.      |          |          |          | kiesett | kiesett  |
| Enrico Bisso                                                   | 100 m hát              | 1:01,32  | 6.       | 33.      | kiesett  | kiesett  | kiesett  | kiesett | kiesett  |
| Giorgio Lalle                                                  | 100 m mell             | 1:06,38  | 2.       | 16.      | 1:04,35  | 2.       | 5.       | 1:04,37 | 5.       |
| Giorgio Lalle                                                  | 200 m mell             | 2:23,63  | 3.       | 11.      |          |          |          | kiesett | kiesett  |
| Paolo Barelli                                                  | 100 m pillangó         | 57,64    | 4.*      | 21.*     | kiesett  | kiesett  | kiesett  | kiesett | kiesett  |
| Riccardo Urbani                                                | 100 m pillangó         | 58,83    | 6.       | 34.      | kiesett  | kiesett  | kiesett  | kiesett | kiesett  |
| Marcello Guarducci Roberto Pangaro Paolo Barelli Paolo Revelli | 4 × 200 m gyorsváltó   | 7:41,39  | 3.       | 6.       |          |          |          | 7:43,39 | 8.       |
| Enrico Bisso Giorgio Lalle Paolo Barelli Marcello Guarducci    | 4 × 100 m vegyes váltó | 3:57,30  | 5.       | 8.       |          |          |          | 3:52,92 | 7.       |

Női
| Versenyző                                                                  | Versenyszám            | Előfutam | Előfutam | Előfutam | Elődöntő | Elődöntő | Elődöntő | Döntő   | Döntő    |
| Versenyző                                                                  | Versenyszám            | Idő      | Hely.    | Össz.    | Idő      | Hely.    | Össz.    | Idő     | Helyezés |
| -------------------------------------------------------------------------- | ---------------------- | -------- | -------- | -------- | -------- | -------- | -------- | ------- | -------- |
| Laura Bortolotti                                                           | 400 m gyors            | 4:29,71  | 4.       | 18.      |          |          |          | kiesett | kiesett  |
| Laura Bortolotti                                                           | 800 m gyors            | 9:00,16  | 6.       | 14.      |          |          |          | kiesett | kiesett  |
| Eleonora Pandini                                                           | 800 m gyors            | 9:12,47  | 5.       | 17.      |          |          |          | kiesett | kiesett  |
| Eleonora Pandini                                                           | 400 m gyors            | 4:34,69  | 5.       | 24.      |          |          |          | kiesett | kiesett  |
| Antonella Roncelli                                                         | 100 m hát              | 1:06,59  | 4.       | 20.      | kiesett  | kiesett  | kiesett  | kiesett | kiesett  |
| Antonella Roncelli                                                         | 200 m hát              | 2:24,45  | 4.       | 18.      |          |          |          | kiesett | kiesett  |
| Iris Corniani                                                              | 100 m mell             | 1:17,21  | 3.       | 24.      | kiesett  | kiesett  | kiesett  | kiesett | kiesett  |
| Donatella Talpo-Schiavon                                                   | 100 m pillangó         | 1:06,15  | 5.       | 27.      | kiesett  | kiesett  | kiesett  | kiesett | kiesett  |
| Donatella Talpo-Schiavon                                                   | 200 m pillangó         | 2:21,88  | 4.       | 21.      |          |          |          | kiesett | kiesett  |
| Antonella Roncelli Iris Corniani Donatella Talpo-Schiavon Elisabetta Dessy | 4 × 100 m vegyes váltó | 4:31,20  | 5.       | 12.      |          |          |          | kiesett | kiesett  |

* - egy másik versenyzővel azonos időt ért el

## Vitorlázás
Nyílt
| Versenyző                                              | Versenyszám     | Futam  | Futam | Futam  | Futam | Futam  | Futam  | Futam  | Pontszám | Helyezés |
| Versenyző                                              | Versenyszám     | 1      | 2     | 3      | 4     | 5      | 6      | 7      | Pontszám | Helyezés |
| ------------------------------------------------------ | --------------- | ------ | ----- | ------ | ----- | ------ | ------ | ------ | -------- | -------- |
| Mauro Pelaschiar                                       | Finn dingi      | 17,0   | 16,0  | 16,0   | 5,7   | 17,0   | (20,0) | 16,0   | 87,7     | 9.       |
| Roberto Sponza Roberto Vencato                         | 470-es osztály  | 16,0   | 0,0   | (27,0) | 20,0  | 26,0   | 20,0   | 20,0   | 102,0    | 14.      |
| Giuseppe Milone Roberto Mottola Di Amato               | Tempest         | 5,7    | 10,0  | 13,0   | 8,0   | (18,0) | 13,0   | 5,7    | 55,4     | 5.       |
| Cesare Biagi Franco Pivoli                             | Tornádó         | 10,0   | 8,0   | 18,0   | 10,0  | 11,7   | 14,0   | (21,0) | 71,7     | 8.       |
| Carlo Croce Luciano Zinali                             | Repülő hollandi | (23,0) | 18,0  | 20,0   | 17,0  | 20,0   | 20,0   | 19,0   | 114,0    | 16.      |
| Fabio Albarelli Leopoldo Di Martino Gianfranco Oradini | Soling          | 22,0   | 16,0  | 13,0   | 13,0  | (30,0) | 25,0   | 22,0   | 111,0    | 15.      |

## Vívás
Férfi
| Versenyző                                                                                    | Versenyszám       | Selejtező | Selejtező | Selejtező | Selejtező                           | Selejtező | Selejtező | Főtábla                       | Főtábla                             | Vigaszág                  | Vigaszág                      | Vigaszág                   | Döntő | Döntő                   | Helyezés |
| Versenyző                                                                                    | Versenyszám       | 1. kör | 1. kör    | 2. kör | 2. kör                              | 3. kör | 3. kör    | 1. kör                        | 2. kör                              | 1. kör                    | 2. kör                        | 3. kör                     | Döntő | Döntő                   | Helyezés |
| Versenyző                                                                                    | Versenyszám       | Ellenfél Eredmény | Hely.     | Ellenfél Eredmény | Hely.                               | Ellenfél Eredmény | Hely.     | Ellenfél Eredmény             | Ellenfél Eredmény                   | Ellenfél Eredmény         | Ellenfél Eredmény             | Ellenfél Eredmény          | Ellenfél Eredmény | Hely.                   | Helyezés |
| -------------------------------------------------------------------------------------------- | ----------------- | --- | --------- | --- | ----------------------------------- | --- | --------- | ----------------------------- | ----------------------------------- | ------------------------- | ----------------------------- | -------------------------- | --- | ----------------------- | -------- |
| Fabio Dal Zotto                                                                              | Tőr, egyéni       | D. csoport · Vaszil Sztankovics (URS) · 4-5 · Harald Hein (FRG) · 4-5 · Ed Donofrio (USA) · 4-5 · Fernando Lúpiz (ARG) · 5-4 · Matthew Chan (HKG) · 5-3                        | 4.        | C. csoport · Frédéric Pietruszka (FRA) · 5-3 · Ed Donofrio (USA) · 5-4 · Somodi Lajos (HUN) · 5-1 · Dzsingú Tosio (JPN) · 5-1 · Matthias Behr (FRG) · 3-5       | 2.                                  | D. csoport · Christian Noël (FRA) · 4-5 · Vaszil Sztankovics (URS) · 5-3 · Ed Donofrio (USA) · 5-2 · Lech Koziejowski (POL) · 5-0 · Rob Bruniges (GBR) · 5-1                   | 2.        | Ed Donofrio (USA) · 10-4      | Harald Hein (FRG) · 10-9            |                           |                               |                            | Aljakszandr Ramanykov (URS) · 5-1 · Vaszil Sztankovics (URS) · 5-4 · Frédéric Pietruszka (FRA) · 5-1 · Greg Benko (AUS) · 5-4 · Bernard Talvard (FRA) · 4-5 · Rájátszás: · Aljakszandr Ramanykov (URS) · 5-1 | 1.                      |          |
| Carlo Montano                                                                                | Tőr, egyéni       | E. csoport · Frédéric Pietruszka (FRA) · 4-5 · Komatist József (HUN) · 5-3 · Michel Dessureault (CAN) · 5-0 · Jamal Ameen (KUW) · 5-1 · Rob Bruniges (GBR) · 4-5               | 2.        | E. csoport · Bernard Talvard (FRA) · 2-5 · Graham Paul (GBR) · 1-5 · Ziemek Wojciechowski (POL) · 5-4 · Enrique Salvat (CUB) · 5-0 · Szató Norijuki (JPN) · 4-5 | 5.                                  | kiesett | kiesett   | kiesett                       | kiesett                             | kiesett                   | kiesett                       | kiesett                    | kiesett | kiesett                 | 26.      |
| Stefano Simoncelli                                                                           | Tőr, egyéni       | A. csoport · Christian Noël (FRA) · 0-5 · Klaus Haertter (GDR) · 0-5 · Jorge Garbey (CUB) · 1-5 · Greg Benko (AUS) · 5-4 · Roger Kam (HKG) · 5-2 · Ahmed Al-Arbeed (KUW) · 5-0 | 5.        | kiesett | kiesett                             | kiesett | kiesett   | kiesett                       | kiesett                             | kiesett                   | kiesett                       | kiesett                    | kiesett | kiesett                 | 37.      |
| Marcello Bertinetti                                                                          | Párbajtőr, egyéni | H. csoport · Sarkis Assatourian (IRI) · 2-5 · Edward Bourne (GBR) · 2-5 · Nils Koppang (NOR) · 2-5 · George Masin (USA) · 5-1 · Sneh Chousurin (THA) · 2-5                     | 6.        | kiesett | kiesett                             | kiesett | kiesett   | kiesett                       | kiesett                             | kiesett                   | kiesett                       | kiesett                    | kiesett | kiesett                 | 54.      |
| Nicola Granieri                                                                              | Párbajtőr, egyéni | C. csoport · Thierry Soumagne (BEL) · 3-5 · Osztrics István (HUN) · 5-3 · Alain Dansereau (CAN) · 5-2 · Timothy Belson (GBR) · 3-5                                             | 3.        | B. csoport · Rolf Edling (SWE) · 1-5 · François Suchanecki (SUI) · 4-5 · Jaroslav Jurka (TCH) · 3-5 · Edward Bourne (GBR) · 5-2 · Herbert Lindner (AUT) · 5-4   | 4.                                  | B. csoport · Nicolae Iorgu (ROU) · 2-5 · Kulcsár Győző (HUN) · 1-5 · Alexander Pusch (FRG) · 1-5 · Göran Flodström (SWE) · 5-5 · François Suchanecki (SUI) · 4-5               | 6.        | kiesett                       | kiesett                             | kiesett                   | kiesett                       | kiesett                    | kiesett | kiesett                 | 23.      |
| John Pezza                                                                                   | Párbajtőr, egyéni | A. csoport · Alexander Pusch (FRG) · 2-5 · Ralph Johnson (GBR) · 5-4 · Geza Tatrallyay (CAN) · 5-2 · Juan Daniel Pirán (ARG) · 5-2                                             | 3.        | E. csoport · Borisz Lukomszkij (URS) · 2-5 · Hans Jacobson (SWE) · 1-5 · Kulcsár Győző (HUN) · 5-3 · Daniel Giger (SUI) · 5-4 · Pongrácz Antal (ROU) · 5-3      | 4.                                  | C. csoport · Ralph Johnson (GBR) · 5-4 · Jerzy Janikowski (POL) · 5-2 · Borisz Lukomszkij (URS) · 5-1 · Paul Szabo (ROU) · 5-4 · Hans Jacobson (SWE) · 5-5                     | 1.        | Hans-Jürgen Hehn (FRG) · 10-6 | Osztrics István (HUN) · 6-10        |                           | Hans-Jürgen Hehn (FRG) · 4-10 | kiesett                    | kiesett | kiesett                 | 9.       |
| Angelo Arcidiacono                                                                           | Kard, egyéni      | G. csoport · Viktor Szigyak (URS) · 4-5 · Patrick Quivrin (FRA) · 5-2 · Peter Urban (CAN) · 5-4 · Royengyot Srivorapongpant (THA) · 5-1                                        | 2.        | B. csoport · Vlagyimir Nazlimov (URS) · 5-3 · Kovács Tamás (HUN) · 5-2 · Stephen Kaplan (USA) · 5-3 · Eli Sukunda (CAN) · 5-0 · Patrick Quivrin (FRA) · 4-5     | 1.                                  | B. csoport · Ioan Pop (ROU) · 5-2 · Manuel Ortíz (CUB) · 5-2 · Marót Péter (HUN) · 5-4 · Józef Nowara (POL) · 4-5 · Régis Bonnissent (FRA) · 2-5                               | 2.        | Gedővári Imre (HUN) · 3-10    |                                     | Józef Nowara (POL) · 10-6 | Gedővári Imre (HUN) · 7-10    | kiesett                    | kiesett | kiesett                 | 9.       |
| Michele Maffei                                                                               | Kard, egyéni      | F. csoport · Manuel Ortíz (CUB) · 5-1 · Stephen Kaplan (USA) · 5-3 · Ismail Alamdari (IRI) · 5-2 · Hans Brandstätter (AUT) · 5-0                                               | 1.        | E. csoport · Manuel Ortíz (CUB) · 1-5 · Józef Nowara (POL) · 5-1 · Miroszlav Dudekov (BUL) · 5-1 · Philippe Bena (FRA) · 5-2 · Peter Urban (CAN) · 5-1          | 2.                                  | C. csoport · Viktor Krovopuszkov (URS) · 4-5 · Paul Apostol (USA) · 5-3 · Kovács Tamás (HUN) · 5-3 · Cornel Marin (ROU) · 5-0 · Jacek Bierkowski (POL) · 3-5                   | 2.        | Dan Irimiciuc (ROU) · 10-7    | Viktor Krovopuszkov (URS) · 9-10    |                           | Dan Irimiciuc (ROU) · 10-9    | Gedővári Imre (HUN) · 10-3 | Viktor Krovopuszkov (URS) · 2-5 · Vlagyimir Nazlimov (URS) · 3-5 · Viktor Szigyak (URS) · 4-5 · Ioan Pop (ROU) · 3-5 · Mario Aldo Montano (ITA) · 1-5                                                        | 6.                      | 6.       |
| Mario Aldo Montano                                                                           | Kard, egyéni      | H. csoport · Richard Cohen (GBR) · 5-4 · Francisco de la Torre (CUB) · 5-2 · Miroszlav Dudekov (BUL) · 5-0 · Sutipong Santitavakul (THA) · 5-0                                 | 1.        | F. csoport · Gedővári Imre (HUN) · 5-4 · Jacek Bierkowski (POL) · 5-4 · Tycho Weißgerber (FRG) · 5-2 · Marc Lavoie (CAN) · 5-1 · John Deanfield (GBR) · 5-1     | 1.                                  | D. csoport · Vlagyimir Nazlimov (URS) · 4-5 · Francisco de la Torre (CUB) · 5-2 · Peter Westbrook (USA) · 5-0 · Miroszlav Dudekov (BUL) · 5-1 · Leszek Jabłonowski (POL) · 5-2 | 2.        | Patrick Quivrin (FRA) · 10-1  | Manuel Ortíz (CUB) · 10-5           |                           |                               |                            | Viktor Krovopuszkov (URS) · 2-5 · Vlagyimir Nazlimov (URS) · 4-5 · Viktor Szigyak (URS) · 3-5 · Ioan Pop (ROU) · 2-5 · Michele Maffei (ITA) · 5-1                                                            | 5.                      | 5.       |
| Giovanni Battista Coletti Attilio Calatroni Fabio Dal Zotto Carlo Montano Stefano Simoncelli | Tőr, csapat       | C. csoport · Japán (JPN) · 12-4 · Kuvait (KUW) · 16-0 · NSZK (FRG) · 9-7 | 1.        | |                                     | |           | Egyesült Államok (USA) · 9-3  | Franciaország (FRA) · 8 (61)-8 (59) |                           |                               |                            | NSZK (FRG) · 6-9 | NSZK (FRG) · 6-9        |          |
| Giovanni Battista Coletti Marcello Bertinetti Fabio Dal Zotto Nicola Granieri John Pezza     | Párbajtőr, csapat | C. csoport · Irán (IRI) · 11-5 · Hongkong (HKG) · 15-1 · Svédország (SWE) · 7-9                                                                                                | 2.        | Franciaország (FRA) · 8 (60)-8 (58) | Franciaország (FRA) · 8 (60)-8 (58) | |           | NSZK (FRG) · 2-9              | 5–6. helyért · Románia (ROU) · 2-8  |                           |                               |                            | kiesett | kiesett                 | 7.       |
| Angelo Arcidiacono Michele Maffei Mario Aldo Montano Tommaso Montano Mario Tullio Montano    | Kard, csapat      | B. csoport · Kanada (CAN) · 13-3 · Egyesült Államok (USA) · 9-3 | 1.        | |                                     | |           | Franciaország (FRA) · 9-2     | Magyarország (HUN) · 9-5            |                           |                               |                            | Szovjetunió (URS) · 4-9 | Szovjetunió (URS) · 4-9 |          |

Női
| Versenyző                                                                                      | Versenyszám | Selejtező | Selejtező | Selejtező | Selejtező | Selejtező | Selejtező | Főtábla                              | Főtábla                            | Vigaszág          | Vigaszág          | Vigaszág          | Döntő csoport | Döntő csoport                             | Helyezés |
| Versenyző                                                                                      | Versenyszám | 1. kör | 1. kör    | 2. kör | 2. kör    | 3. kör | 3. kör    | 1. kör                               | 2. kör                             | 1. kör            | 2. kör            | 3. kör            | Döntő csoport | Döntő csoport                             | Helyezés |
| Versenyző                                                                                      | Versenyszám | Ellenfél Eredmény | Hely.     | Ellenfél Eredmény | Hely.     | Ellenfél Eredmény | Hely.     | Ellenfél Eredmény                    | Ellenfél Eredmény                  | Ellenfél Eredmény | Ellenfél Eredmény | Ellenfél Eredmény | Ellenfél Eredmény | Hely.                                     | Helyezés |
| ---------------------------------------------------------------------------------------------- | ----------- | --- | --------- | --- | --------- | --- | --------- | ------------------------------------ | ---------------------------------- | ----------------- | ----------------- | ----------------- | --- | ----------------------------------------- | -------- |
| Maria Consolata Collino                                                                        | Tőr, egyéni | H. csoport · Cornelia Hanisch (FRG) · 2-5 · Clare Henley-Halsted (GBR) · 3-5 · Nikki Franke (USA) · 5-1 · Mahvash Shafaie (IRI) · 5-1 · Nili Drori (ISR) · 1-5 | 3.        | F. csoport · Brigitte Latrille (FRA) · 5-3 · Micheline Borghs (BEL) · 5-4 · Rejtő Ildikó (HUN) · 5-4 · Oka Hideko (JPN) · 5-0 · Clare Henley-Halsted (GBR) · 3-5                 | 1.        | C. csoport · Olga Knyazeva (URS) · 5-2 · Bóbis Ildikó (HUN) · 5-1 · Kerstin Palm (SWE) · 5-2 · Wendy Ager-Grant (GBR) · 5-3 · Brigitte Latrille (FRA) · 2-5      | 1.        | Grażyna Staszak-Makowska (POL) · 8-3 | Valentyina Szidorova (URS) · 8-7   |                   |                   |                   | Tordasi Ildikó (HUN) · 5-1 · Brigitte Gapais-Dumont (FRA) · 5-2 · Cornelia Hanisch (FRG) · 5-3 · Bóbis Ildikó (HUN) · 5-1 · Jelena Belova (URS) · 4-5 · Rájátszás: · Tordasi Ildikó (HUN) · 4-5 | 2.                                        |          |
| Giulia Lorenzoni                                                                               | Tőr, egyéni | D. csoport · Donna Hennyey (CAN) · 5-3 · Ute Kircheis-Wessel (FRG) · 5-1 · Josikava Mariko (JPN) · 5-1 · Valentyina Szidorova (URS) · 2-5                      | 1.        | C. csoport · Helen Smith (AUS) · 1-5 · Barbara Wysoczańska (POL) · 2-5 · Wendy Ager-Grant (GBR) · 4-5 · Cornelia Hanisch (FRG) · 5-2 · Donna Hennyey (CAN) · 5-1                 | 5.        | kiesett | kiesett   | kiesett                              | kiesett                            | kiesett           | kiesett           | kiesett           | kiesett | kiesett                                   | 25.      |
| Carola Mangiarotti                                                                             | Tőr, egyéni | G. csoport · Brigitte Gapais-Dumont (FRA) · 1-5 · Oka Hideko (JPN) · 5-3 · Rejtő Ildikó (HUN) · 5-2 · Gitty Moheban (IRI) · 5-0 · Sheila Armstrong (USA) · 4-5 | 2.        | E. csoport · Nili Drori (ISR) · 4-5 · Grażyna Staszak-Makowska (POL) · 0-5 · Susan Wrigglesworth (GBR) · 5-1 · Claudine le Comte (BEL) · 5-3 · Stahl Jencsik Katalin (ROU) · 4-5 | 4.        | D. csoport · Jelena Belova (URS) · 0-5 · Brigitte Gapais-Dumont (FRA) · 2-5 · Tordasi Ildikó (HUN) · 0-5 · Micheline Borghs (BEL) · 2-5 · Max Madsen (DEN) · 5-4 | 5.        | kiesett                              | kiesett                            | kiesett           | kiesett           | kiesett           | kiesett | kiesett                                   | 23.      |
| Susanna Batazzi Maria Consolata Collino Giulia Lorenzoni Carola Mangiarotti Doriana Pigliapoco | Tőr, csapat | D. csoport · Irán (IRI) · 13-3 · Egyesült Államok (USA) · 14-2 · Nagy-Britannia (GBR) · 9-2                                                                    | 1.        | |           | |           | NSZK (FRG) · 2-9                     | 5–6. helyért · Románia (ROU) · 9-5 |                   |                   |                   | Az 5. helyért · Lengyelország (POL) · 9-7 | Az 5. helyért · Lengyelország (POL) · 9-7 | 5.       |

## Vízilabda
| Olasz férfi vízilabdacsapat-játékoskeret                                                                                | Olasz férfi vízilabdacsapat-játékoskeret                                                            |
| --- | --------------------------------------------------------------------------------------------------- |
| - Alberto Alberani - Silvio Baracchini - Luigi Castagnola - Vincenzo D'Angelo - Marcello Del Duca - Gianni De Magistris | - Riccardo De Magistris - Alessandro Ghibellini - Sante Marsili - Umberto Panerai - Roldano Simeoni |

### Eredmények
Csoportkör
A csoport
| Csapat            | M | Gy | D | V | G+ | G– | Gk  | P |
| ----------------- | - | -- | - | - | -- | -- | --- | - |
| Olaszország (ITA) | 3 | 2  | 1 | 0 | 26 | 13 | +13 | 5 |
| Jugoszlávia (YUG) | 3 | 1  | 2 | 0 | 25 | 10 | +15 | 4 |
| Kuba (CUB)        | 3 | 1  | 1 | 1 | 22 | 15 | +7  | 3 |
| Irán (IRI)        | 3 | 0  | 0 | 3 | 4  | 39 | –35 | 0 |

| 1976. július 18. | Olaszország (ITA)    | 12 – 1 | Irán (IRI)    |  |
| 1976. július 18. | (4–0, 2–0, 2–0, 4–1) |        |               |  |
| 1976. július 18. | G. De Magistris 4    |        | B. Tavakoli 1 |  |

| 1976. július 19. | Olaszország (ITA)    | 8 – 6 | Kuba (CUB)     |  |
| 1976. július 19. | (1–1, 2–1, 2–1, 3–3) |       |                |  |
| 1976. július 19. | Ghibellini 3         |       | G. Rodríguez 2 |  |

| 1976. július 20. | Jugoszlávia (YUG)    | 6 – 6 | Olaszország (ITA) |  |
| 1976. július 20. | (2–0, 2–3, 2–2, 0–1) |       |                   |  |
| 1976. július 20. | Belamarić 3          |       | Ghibellini 2      |  |

Döntő csoportkör
| 1976. július 22. | Olaszország (ITA)    | 5 – 6 | Magyarország (HUN) |  |
| 1976. július 22. | (1–1, 2–1, 1–3, 1–1) |       |                    |  |
| 1976. július 22. | Marsili 2            |       | Faragó 4           |  |

| 1976. július 23. | Olaszország (ITA)     | 5 – 4 | Jugoszlávia (YUG) |  |
| 1976. július 23. | (1–1, 1–2, 1–0, 2–1)  |       |                   |  |
| 1976. július 23. | Marsili, Ghibellini 2 |       | négy játékos 1    |  |

| 1976. július 24. | Olaszország (ITA)    | 4 – 4 | Románia (ROU)  |  |
| 1976. július 24. | (1–0, 3–1, 0–2, 0–1) |       |                |  |
| 1976. július 24. | négy játékos 1       |       | négy játékos 1 |  |

| 1976. július 26. | Olaszország (ITA)    | 4 – 3 | NSZK (FRG)      |  |
| 1976. július 26. | (0–1, 1–1, 1–1, 2–0) |       |                 |  |
| 1976. július 26. | Baracchini 2         |       | három játékos 1 |  |

| 1976. július 27. | Hollandia (NED)      | 3 – 3 | Olaszország (ITA) |  |
| 1976. július 27. | (1–1, 0–1, 0–0, 2–1) |       |                   |  |
| 1976. július 27. | három játékos 1      |       | G. De Magistris 2 |  |

| Csapat             | M | Gy | D | V | G+ | G– | Gk | P |
| ------------------ | - | -- | - | - | -- | -- | -- | - |
| Magyarország (HUN) | 5 | 4  | 1 | 0 | 30 | 24 | +6 | 9 |
| Olaszország (ITA)  | 5 | 2  | 2 | 1 | 21 | 20 | +1 | 6 |
| Hollandia (NED)    | 5 | 2  | 2 | 1 | 18 | 17 | +1 | 6 |
| Románia (ROU)      | 5 | 1  | 3 | 1 | 26 | 25 | +1 | 5 |
| Jugoszlávia (YUG)  | 5 | 0  | 3 | 2 | 21 | 24 | –3 | 3 |
| NSZK (FRG)         | 5 | 0  | 1 | 4 | 15 | 21 | –6 | 1 |

| Csapat            | Helyezés |
| ----------------- | -------- |
| Olaszország (ITA) |          |